# Сорока Володимир Миколайович
Володимир Сорока (нар. 25 грудня 1982, Київ) — український дзюдоїст. Він виграв золоту медаль у категорії до 73 кг на чемпіонаті Європи 2009 року з дзюдо у Тбілісі, Грузія, та срібну на чемпіонаті Європи 2012 року. На Олімпіаді-2012 він дійшов до третього раунду.